# メーザー

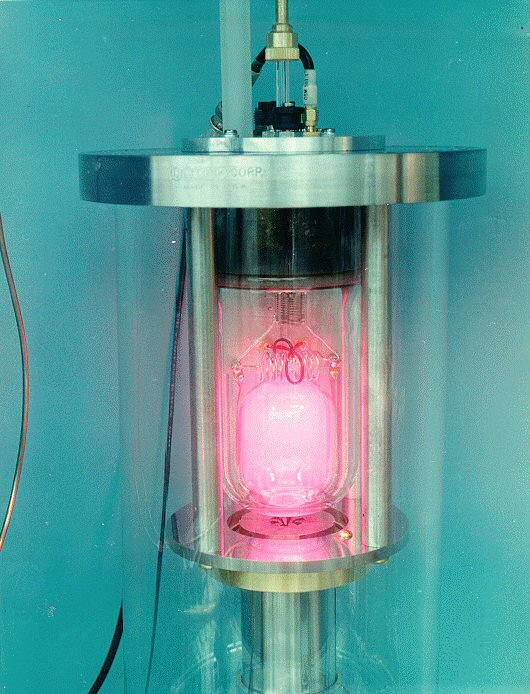
水素メーザー装置の一部（注：ピンク色の光はメーザーによるマイクロ波ではない。マイクロ波は肉眼では不可視である）

水素メーザー発振器の概要

メーザー（英語: maser）とは、誘導放出によってマイクロ波を増幅したりコヒーレントなマイクロ波を発生させたりできる装置のこと。Microwave Amplification by Stimulated Emission of Radiation（誘導放出によるマイクロ波増幅）の略称である。

## 概要
メーザーはレーザー(英: laser = Light Amplification by Stimulated Emission of Radiation 誘導放出による光増幅放射）同様、非常に指向性・単波長性が高い。指向性の高さから、先端科学用ピンポイント加熱装置などに用いられることがある。また、分子構造の解析にも利用される。メーザーはマイクロ波用電子管やマイクロ波用半導体素子よりもはるかに低雑音である。メーザーの波長を短くしようとすれば共振器を小型化しなければならず、それに伴い、共振器内に入れられる分子数が減るので損失が増えるので従来の手法では限界があった。メーザーはレーザーよりも早く実現したものの、用途は特殊な用途に限られ、普及はレーザーに遠く及ばない。その理由は装置を極低温に維持する必要があったり、磁気遮蔽を必要としたり、強力な磁場を必要としたりするためで常温で使用できる小型で軽量の発振源の実用化が遅れているためである。近年、室温での発振が報告され、普及が期待される。

## 原理
レーザーと同様に反転分布を用いて電磁波を発生（発振）させる。固体メーザーにおいては常磁性共振による原子の放射を直接利用しており、適切なキャリアを封入したキャビティ（共振筒）内にマイクロ波を照射し、キャリアの共振によって発生する特定波長・コヒーレンスなマイクロ波を取り出すことによって得られる。
フォノンを増幅・発振させたフォノンメーザーも存在する。たとえば超低温としたクロム(Cr)イオン含有ルビーにマイクロ波でポンピングを行い、超音波を発振させる実験が1963年に成功している。
電子管による発振で周波数を高めようとすると共振空洞を波長に応じて小型化しなければならず、そのため、二乗三乗の法則によって単位体積毎の表面積が相対的に増加するため、発振に必要とされる充分なプラズマを維持できなくなるので電子管による高周波化には限界がある。

## 歴史
理論研究の発表は1952年、ジョセフ・ウェーバーによって行われた。これは量子力学の応用に基づくものであった。実際の発振は1954年、コロンビア大学のチャールズ・タウンズらによる。これはレーザーの発明（理論：1958年・初の発振：1960年）に先行するもので、メーザーの開発発展がレーザーを生むことになった。
初の発振はアンモニアメーザーによって行われた。その後、1958年にルビー結晶メーザーが、1960年に水素メーザーが開発された。
これらの発見によって電磁波工学技術が飛躍的に発展した。また原子時計や極めて高精度の周波数カウント技術の発展に繋がった。
2002年に日本の研究者達によってレーザーでペンタセンを添加した有機結晶を励起することによりメーザー発振する可能性が提案された。
2012年にはイギリスの物理学研究所の研究チームがパルスモードではあるものの室温発振に成功した。2018年3月にはインペリアル・カレッジ・ロンドンの研究チームが半導体メーザーの室温での連続発振に成功した。

## 原子メーザー
原子を励起して基底状態に戻る時の誘導放出を利用して発振する。

## サイクロトロン共鳴メーザー
サイクロトロン共鳴を利用して発振する。

## 自由電子メーザー
加速器で加速された電子をウイグラーを通過させて蛇行する時に放出される電磁波を利用する。

## 固体メーザー
利得媒質が固体のメーザーで安定して発振するため雑音が少ないが従来は極低温に冷却しなければならなかった。近年、室温での連続発振が報告されている。以前は分子結晶を用いて室温メーザーが開発されてはいたものの、熱的特性と機械的特性が比較的劣り、パルスモードでしか動作できなかった。2018年3月にインペリアル・カレッジ・ロンドンの研究チームが半導体メーザーの室温での連続発振に成功した。現時点ではキャリア注入による直接発振ではなくダイヤモンド窒素-空孔中心を緑色半導体レーザーで励起することによって間接的に発振させている。従来は絶対零度付近での発振だったが、室温での連続発振が可能になったことにより、広範囲での応用が期待される。

### 半導体メーザー
固体メーザーの一種である半導体メーザーは西澤潤一によって半導体レーザーよりも早くから着想されていたにもかかわらずキャリア注入型の半導体メーザー発振器は2018年現在、室温での連続発振は実現していない。

## 天体
誘導放出によってマイクロ波を発振しているメガメーザーなどの「メーザー天体」が宇宙には存在し、観測の対象となっている。

## 登場作品
映画やゲームなどの作品に、メーザーの名を冠した武器などが登場する。ただし、作品中の効果や設定の原理などは、実際のメーザーとは異なっていることが多い。
『フランケンシュタインの怪獣 サンダ対ガイラ』及びその後の『ゴジラシリーズ』
メーザーを攻撃に転用した「メーサー殺獣光線車」など、多様なメーサー兵器が登場する。
『超電子バイオマン』
バイオロボによる必殺技（剣技）は「スーパーメーザー」と呼ばれる。
『機動戦士ガンダム』
登場するモビルスーツ、ゴッグ、ゾックには「フォノンメーザー砲」という名称の武装が装備されており、以降のシリーズにも同名の武装を装備したモビルスーツが幾つか登場している。
『ファイナルファンタジーVIII』
「メーザーアイ」という攻撃技が存在する。
『サンサーラ・ナーガ』
ファミリーコンピュータ用ビデオゲーム。主人公が装備できる最強の攻撃力を持つ武器として「メーザーほう」が登場し、精密機器と説明される。
『時空の覇者 Sa・Ga3』
ゲームボーイ用ゲーム。雷属性のダメージを与える武器として「メーザーほう」が存在する。
『Marathonシリーズ』
サードパーティーシナリオ「Rubicon」において、「ダンギ・メーザー」という武器が登場する。メーザーの特徴通り発射されても軌跡が見えず、威力の高い兵器となっている。
『魔法科高校の劣等生』
振動現象に関与する魔法が得意な登場人物が「フォノンメーザー」を発生させる魔法を使う。
『ファンタシースター 千年紀の終りに』
登場するアンドロイドの内蔵武器に「フォノンメーザー」が存在する。
ただし、近年の作品では「（超高出力の）マイクロ波照射」という名称が一般的になっている。